# Folke Personne
Folke Personne, född 21 februari 1890 i Uppsala församling, Uppsala län, död 9 juli 1968 i Bromma församling, Stockholms län, var en svensk författare.
Folke Personne var son till John Personne. Han avlade studentexamen i Linköping 1910 och bedrev därefter humanistiska studier i Uppsala, Lund och Stockholm 1910–1918, varefter han ägnade sig åt litterär verksamhet, bland annat som kritiker i dagspressen. Personne var 1921–1923 anställd hos P. A. Norstedt & Söner och var från 1945 litterär granskare hos Wahlström & Widstrands bokförlag i Stockholm. Han började tidigt skriva dikter i Heinrich Heines stil, och den ungdomligt svårmodiga tonen dominerade ännu debutsamlingen Blå kammarns poesi (1925). Störst framgång fick hans bibliska dikter i Bilder ur Bibeln (1927) och Psalmer och parafraser (1935). Den förra samlingen fick stor uppskattning från Erik Axel Karlfeldt, vars "blomsterfondspris" tilldelades Personne av Svenska Akademien 1931. Diktsamlingen Svarta svanar (1944) innehöll balladartade dikter över historiska motiv samt tillfällhetsbetonad lyrik.